# DaniLeigh
DaniLeigh, pseudonimo di Danielle Leigh Curiel (Miami, 20 dicembre 1994), è una cantautrice, ballerina e rapper statunitense.
Inizialmente attiva soltanto come ballerina (fra gli altri anche per Prince nel video di Breakfast Can Wait, che lei stessa ha diretto), Danielle ha successivamente iniziato a pubblicare cover su YouTube. Si è fatta notare anche dalla Def Jam, che l'ha messa sotto contratto nel 2017 e le ha permesso di pubblicare il suo primo album nel 2018. Nella sua carriera, DaniLeigh ha avuto modo di collaborare con star musicali come Chris Brown, DaBaby, YG e G-Eazy e pubblicato tre album.

## Biografia
Nata a Miami da genitori dominicani, DaniLeigh ha iniziato a prendere lezioni di canto quando aveva 12 anni e lezioni di danza quando aveva 14 anni. Una volta trasferitasi a Los Angeles, Danielle inizia a lavorare come ballerina per alcuni artisti di successo come Nelly Furtado e Pharrell Williams, mentre nel frattempo continua a portare avanti un'attività iniziata già a Miami: postare cover di brani famosi sul suo canale YouTube. Per un breve periodo, Danielle e sua sorella hanno fatto parte di un duo musicale pop chiamato Curly Fryz.
La vera svolta per DaniLeigh avviene nel 2013, anno in cui dirige e coreografa il video di Prince Breakfast Can Wait: da quel momento il leggendario artista le farà da mentore fino alla sua morte, avvenuta nel 2016. DaniLeigh pubblica il suo primo singolo R.O.S.E. nel 2015 ma sarà soltanto con Play, collaborazione con Kap-G pubblicata nel 2017, che riuscirà ad ottenere maggiore rilevanza e ad attirare l'attenzione della Def Jam, che deciderà di metterla sotto contratto. La sua prima pubblicazione sotto major è l'EP Summer With Friends, pubblicato proprio nel 2017.
Nel 2018 DaniLeigh lancia il singolo Lil Babe in collaborazione con Lil Baby ed altri brani atti a promuovere il suo album di debutto, The Plan. L'album viene pubblicato nel novembre 2018, ottenendo un ottimo responso dalla critica. Nel 2019 seguono altri singoli quali No Limits, Easy (pubblicato anche in una versione remix in collaborazione con Chris Brown) e Cravin, quest'ultimo in duetto con G-Eazy. A inizio 2020, DaniLeigh annuncia che il suo secondo album Loved A Liar sarebbe stato pubblicato entro la fine dell'anno.
Sempre nel corso del 2020, DaniLeigh pubblica i singoli Levi High con DaBaby e Domenican Mami con Fivio Foreign. In qualità di ballerina e coreografa, l'artista partecipa anche al video di DaBaby Bop, che le permette di ricevere una nomination agli MTV Video Music Awards nella categoria miglior coreografia. Il 7 febbraio 2020 collabora con Prince Royce nel brano Pull Up. Nel 2022, dopo aver pubblicato diversi singoli, l'artista rende disponibile l'EP My Side.

## Vita privata
Il 30 maggio 2023, Curiel è stata arrestata per guida in stato di ebbrezza e omissione di soccorso dopo aver travolto un motociclista con la sua auto. La vittima ha riportato ferite al ginocchio e alla spina dorsale.

## Stile e influenze
Nella sua musica, DaniLeigh mischia elementi latini con hip-hop e R&B. L'artista cita come principali influenze Missy Elliott, Drake e Rihanna, oltre ad affermarsi estremamente grata a Prince per il grande aiuto che le ha dato facendole da mentore

## Discografia

### Album
- 2018 – The Plan
- 2020 – Loved A Liar
- 2020 – Movie

### EP
- 2017 – Summer With Friends
- 2022 – My Side

### Singoli
- 2015 – D.O.S.E.
- 2017 – Play (feat. Kap G)
- 2018 – Lil Babe (feat. Lil Baby)
- 2018 – Life
- 2018 – Blue Chips
- 2019 – No Limits
- 2019 – Easy (feat. Chris Brown)
- 2019 – Cravin (feat. G-Eazy)
- 2020 – Levi High (feat. DaBaby)
- 2020 – Dominican Mami (feat. Fivio Foreign)
- 2020 – Monique
- 2020 – Falta
- 2021 – Unlimited Skills
- 2022 – Dead to Me
- 2022 – Heartbreaker